# Remember (álbum de Big Bang)
Remember é o segundo álbum de estúdio do grupo sul-coreano Big Bang. O seu lançamento ocorreu em 5 de novembro de 2008, através da YG Entertainment. Dois singles foram retirados do álbum, sendo eles, "Sunset Glow" uma canção originalmente pertencente ao cantor Lee Moon-sae, lançada como o primeiro single de Remember e "Strong Baby", uma faixa solo de Seungri. Em 2009, o álbum venceu o prêmio de Gravação do Ano no Seoul Music Awards.

## Antecedentes e promoção
Após o lançamento de Big Bang Vol.1-Since 2007, seu primeiro álbum de estúdio em 2006, o Big Bang passou a dedicar-se ao lançamento de extended plays (EPs) coreanos nos anos seguintes e ao ingresso no mercado musical japonês. Seu EP intitulado Stand Up, lançado três meses antes de Remember, havia sido o último lançamento coreano do Big Bang. Em 30 de outubro de 2008, um vídeo promocional foi lançado no website da YG Entertainment a fim de divulgar o novo álbum e iniciando a pré venda do mesmo, que ultrapassou as duzentas mil cópias. Foi anunciado também que a canção título do álbum seria uma regravação de "Sunset Glow" e que o grupo traria uma abordagem diferente para a mesma.
Para promover Remember e seus dois singles, "Sunset Glow" e "Strong Baby", dois vídeos musicais foram lançados. Enquanto a primeira canção foi promovida pelo grupo todo, a segunda foi realizada apenas por Seungri, que recebeu mais tarde uma tríplice coroa ao vencer três vezes o programa de música Inkigayo da SBS.

## Lista de faixas
| N.º            | Título                                                         | Letras                         | Música                               | Arranjos        | Duração |  |
| 1.             | "Everybody Scream (모두 다 소리쳐; Modu Da Sorichyeo)" (Intro) | G-Dragon                       | G-Dragon, Kush                       | Kush, DJ Wreckx | 1:44    |  |
| 2.             | "Oh. Ah. Oh." (오. 아. 오.; O. A. O.)                          | G-Dragon, T.O.P                | G-Dragon, Teddy Park                 | Teddy Park      | 3:46    |  |
| 3.             | "Sunset Glow" (붉은 노을; Byulkeun Noeul)                      | G-Dragon, Lee Hyung-hoon       | Lee Hyung-hoon, G-Dragon, Teddy Park | Teddy Park      | 3:24    |  |
| 4.             | "Twinkle Twinkle" (반짝 반짝; Banjjak Banjjak)                 | Kush, G-Dragon, T.O.P          | Kush                                 | Kush            | 3:38    |  |
| 5.             | "Strong Baby" (Seungri Solo)                                   | G-Dragon                       | G-Dragon, Bae Jin Yeol               | Bae Jin Yeol    | 3:43    |  |
| 6.             | "Wonderful"                                                    | G-Dragon, T.O.P                | G-Dragon, Brave Brothers, Teddy Park | Teddy Park      | 3:28    |  |
| 7.             | "Foolish Love" (멍청한 사랑; Meongcheonghan Sarang)            | G-Dragon, T.O.P                | Kush, Choi Kyusung                   | Kush            | 4:02    |  |
| 8.             | "Haru Haru (acoustic version)" (하루하루; Day by Day)          | G-Dragon                       | G-Dragon, Daishi Dance               | Kush            | 4:41    |  |
| 9.             | "Lies (remix)" (거짓말; Geojitmal)                             | G-Dragon                       | G-Dragon                             | Kush            | 3:28    |  |
| 10.            | "Last Farewell (remix)" (마지막 인사; Majimak Insa)            | G-Dragon                       | G-Dragon, Brave Brothers             | Kush            | 4:02    |  |
| 11.            | "Remember"                                                     | Yang Hyun-suk, G-Dragon, T.O.P | Teddy Park, Walt Anderson            | Teddy Park      | 3:19    |  |
| Duração total: | Duração total:                                                 | Duração total:                 | Duração total:                       | Duração total:  | 39:12   |  |

Notas
- "Oh. Ah. Oh." contém demonstrações de "Scatman (Ski-Ba-Bop-Ba-Dop-Bop)" escrita por John Larkin, Antonio Nunzio Catania e Tony Catania. Gravada por Scatman John.
- "Sunset Glow" contém demonstrações de "Sunset Glow" escrita por Lee Young-hon. Gravada por Lee Moon-sae.

## Prêmios
| Ano  | Premiação          | Categoria       | Resultado | Ref.  |
| ---- | ------------------ | --------------- | --------- | ----- |
| 2009 | Seoul Music Awards | Gravação do Ano | Venceu    | [ 4 ] |

## Histórico de lançamento
| Região        | Data                                | Formato             | Gravadora                   |
| ------------- | ----------------------------------- | ------------------- | --------------------------- |
| Coreia do Sul | 5 de novembro de 2008               | CD download digital | YG Entertainment Mnet Media |
| Coreia do Sul | 12 de agosto de 2015 (relançamento) | CD                  | YG Entertainment KT Music   |